# 소가촌 (나가노현)
소가촌(宗賀村)은 나가노현 히가시치쿠마군에 있던 촌이다. 현재의 시오지리시에 해당한다.

## 역사
- 1889년 4월 1일 - 정촌제 시행에 의해 소가촌이 단독으로 자치체를 형성하였다.
- 1959년 4월 1일 - 시오지리 정, 가타오카 촌, 히로오카 촌, 지쿠마치 촌과 합병해, 시오지리시가 성립하여, 동일 소가촌은 폐지되었다.

## 교통

### 철도
- 일본국유철도
  - 주오 본선

### 도로
- 국도 제19호선

## 참고문헌
- 角川日本地名大辞典 20 長野県